# Route nationale 581
Die N581 war von 1933 bis 1973 eine französische Nationalstraße, die in zwei Teilen zwischen Alès und der N86 bei Remoulins verlief. Ihre Gesamtlänge betrug 44 Kilometer. Sie führte über den Pont du Gard. Bis 1933 war die Straße die Gc32 des Départements Gard.